# 멜랑슈
멜랑슈(오스트리아 독일어: Melange, /meˈlɑ̃ːʃ/) 또는 비너 멜랑슈(오스트리아 독일어: Wiener Melange)는 오스트리아의 커피 음료이다. 부드러운 우유 거품을 올린 밀크 커피로, 아인슈페너, 카푸치너와 함께 비엔나 커피(영어: Vienna coffee)로 불리는 커피 음료의 하나이다.

## 이름
오스트리아 독일어 "멜랑슈(Melange)"의 어원은 "섞은, 혼합한"이라는 뜻의 프랑스어 "멜랑주(mélange)"이다. 따라서 "비너 멜랑슈(Wiener Melange)는 "빈식 블렌드(Wien式 blend)"라는 뜻이다.

## 같이 보기
- 빈 카페하우스
- 아인슈페너
- 카페 라테
- 카페 오 레
- 카푸치노
- 모카